# Muricella dentata
Muricella dentata is een zachte koraalsoort uit de familie Acanthogorgiidae. De koraalsoort komt uit het geslacht Muricella. Muricella dentata werd in 1910 voor het eerst wetenschappelijk beschreven door Nutting. 